# Tournefortia auroargentea
Tournefortia auroargentea är en strävbladig växtart som beskrevs av Ellsworth Paine Killip. Tournefortia auroargentea ingår i släktet Tournefortia och familjen strävbladiga växter. Inga underarter finns listade i Catalogue of Life.